# Mitsuru Adachi
Mitsuru Adachi, född den 9 februari 1951 i Isesaki, Gunma, Japan, är en japansk mangaka. Han är välkänd för sina romantik-komediska mangaverk liksom mangaberättelser om sportens värld, särskilt baseboll.

## Skapade serier
- Nine (oktober 1978 - november 1980, Weekly Shōnen Sunday)
- Oira Hōkago Wakadaishō (1979–1980)
- Hiatari Ryōkō! (1979 nr 2 - 1981 nr 15, Weekly Shōjo Comic)
- Miyuki (1980 nr 17 -1984 nr 18, Shōnen Big Comic)
- Touch (1981 nr 36 -1986 nr 50)
- Slow Step (september 1986 - mars 1991, Ciao)
- Rough (1987 nr 17 - 1989 nr 40, Weekly Shōnen Sunday)
- Niji Iro Tōgarashi (1990 nr 4/5 - 1992 nr 19, Weekly Shōnen Sunday)
- Jinbē (20 June 1992 - 20 March 1997, Big Comic Original)
- H2 (1992 nr e 32 - 1999 nr 50, Weekly Shōnen Sunday)
- Itsumo Misora (2000 nr 22/23 - 2001 nr 24, Weekly Shōnen Sunday)
- Katsu! (2001 nr 36/37 - 2005 nr , Weekly Shōnen Sunday)
- Cross Game (2005–2010, Weekly Shōnen Sunday)
- Q and A (sedan juni 2009, Monthly Shōnen Sunday)

## Familj
- Tsutomu Adachi, Mitsurus äldre bror som också var en mangakonstnär. Han dog 2004.